# Frederik Vermehren
Johan Frederik (Frits) Nikolai Vermehren, cunoscut și sub numele de Frederik Vermehren (n. 12 mai 1823, Comuna Ringsted, regiunea Sjælland, Danemarca – d. 10 ianuarie 1910, Copenhaga, Danemarca), a fost un pictor de gen și portrete în stil realist.
Cariera artistică a lui Vermehern s-a desfășurat în perioada cunoscută sub numele de Epoca de Aur a picturii daneze. Vermehren, împreună cu colegii săi artiști Christen Dalsgaard⁠(d) (1824–1907) și Julius Exner⁠(d) (1825–1910), au fost proeminenți în genul picturii daneze; ei au înfățișat oameni obișnuiți din țară, în special fermieri și locuitori din meciul rural. Reprezentările sale idealizate au contribuit la definirea și încurajarea perioadei de romantism național în Danemrca.

## Viața timpurie
Vermehren s-a născut pe insula Sjælland, Ringsted, Danemarca. A fost fiul lui Peter Frederik Nikolai Vermehren și al soției sale, Sophie Amalie Franck.
De la o vârstă fragedă, Vermehren a lucrat în atelierul tatălui său și nu a avut prea multe ocazii să deseneze. Totuși, l-a impresionat pe Jørgen Roed⁠(d) (1808–1888), un artist din aceeași zonă. Și-a început pregătirea artistică în 1838, când a urmat cursurile de desen cu pictorul peisagist Hans Harder⁠(d) (1792–1873) la Academia din Sorø. Tatăl lui Vermehren nu dorea ca fiul său să urmeze o carieră artistică, însă directorul Academiei, poetul Bernhard Severin Ingemann⁠(d) (1789–1862), a intervenit și l-a convins pe tatăl lui Frederik să-l lase pe fiul său să se pregătească ca artist.

## Pregătirea la Academie

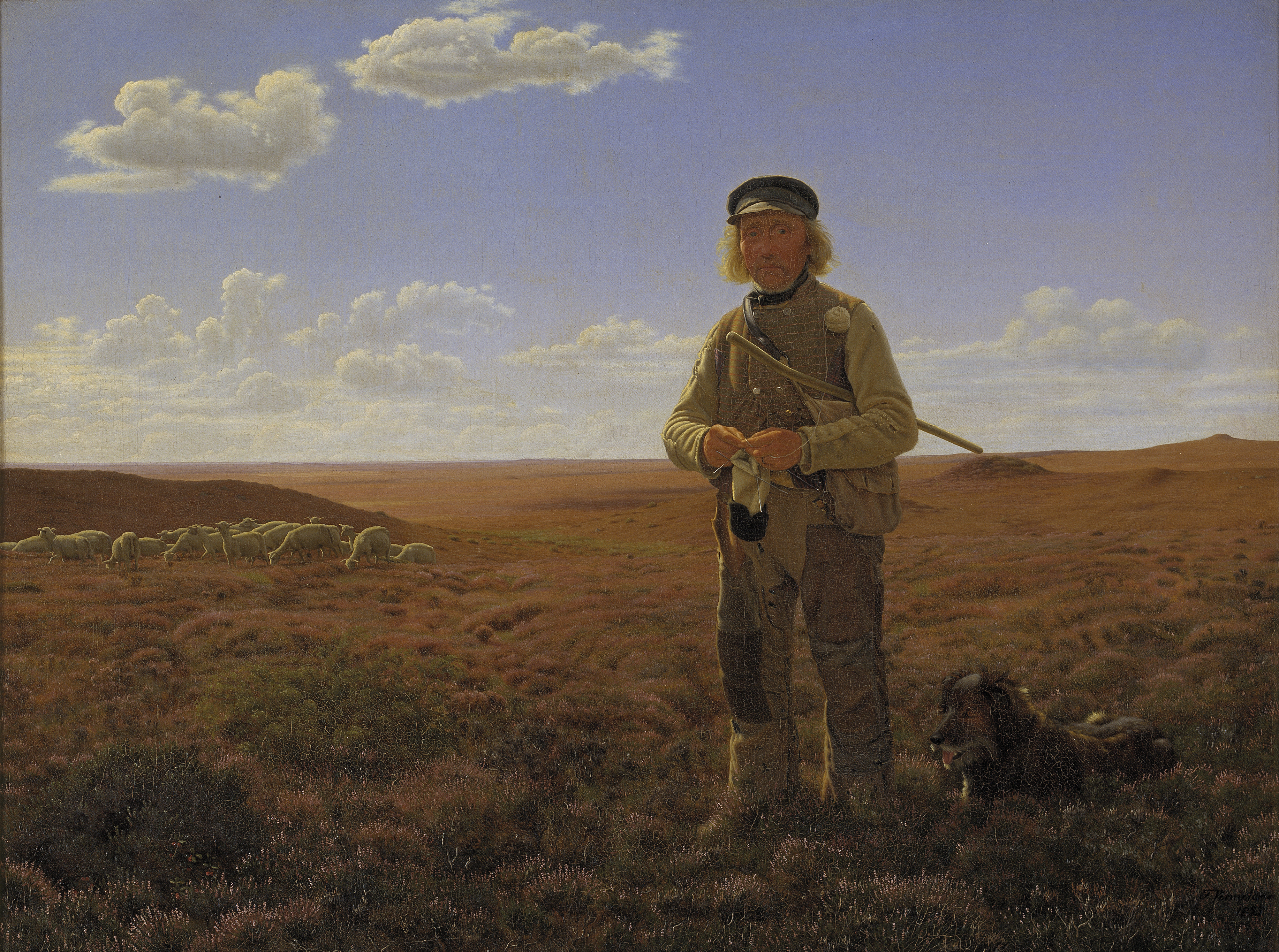
Frederik Vermehren, Fårehyrde på heden (Păstorul de pe câmp), 1855, Galeria Națională a Danemarcei

În 1844, Vermehren a plecat la Copenhaga, unde a devenit student la Academia Regală Daneză de Artă (Det Kongelige Danske Kunstakademi) și s-a format sub îndrumarea lui Jørgen Roed⁠(d). Și-a expus prima lucrare, En Skomager i sit Køkken (Un cizmar în bucătărie) la Castelul Charlottenburg în 1847. Această pictură a fost achiziționată de regele Christian al VIII-lea și a fost lăudată de criticul de artă și susținătorul artei naționale Niels Lauritz Høyen⁠(d) (1798–1870). În 1848, Vermehren s-a oferit voluntar în Primul Război Germano-Danez, dar sănătatea sa nu i-a permis să continue. La întoarcerea acasă, a pictat Reservesoldatens Afsked fra sin Familie (Soldatul în rezervă își ia rămas bun de la familia sa) (expusă în 1850) și acum este expusă în colecția Galeriei Naționale Daneze.
În anii 1851–1854, Vermehren a expus doar o singură lucrare, în timp ce finaliza câteva dintre lucrările sale mai importante. Una dintre acestea, Hvedebrødsmanden (pictată în 1851), este acum parte a Colecției Hirschsprung. En jysk Faarehyrde paa Heden (pictată în 1853) a fost expusă în 1855 atât la Copenhaga, cât și la Paris

## Călătorii

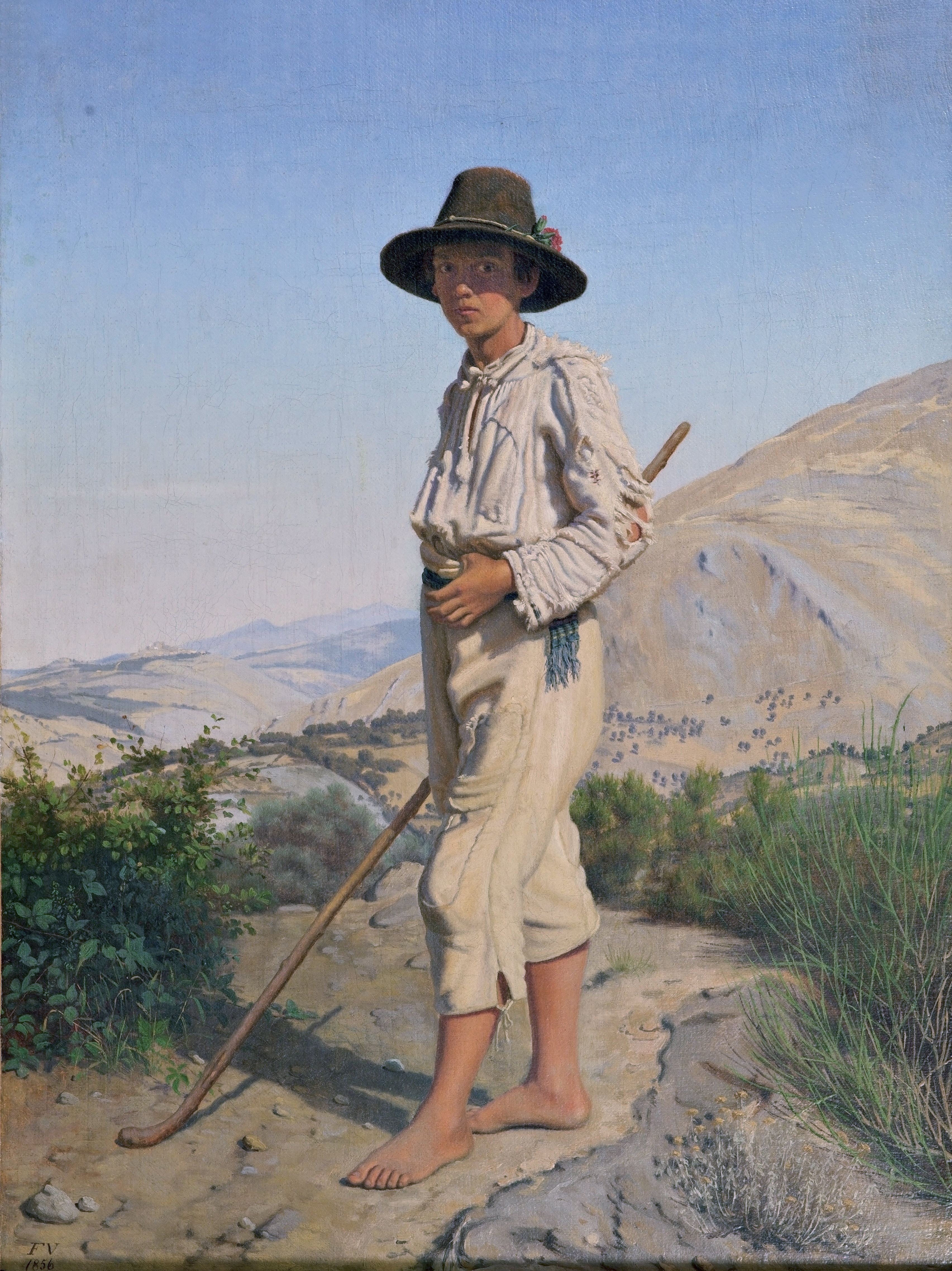
Un ciobănaș italian (1856)

În 1855, Vermehren a călătorit cu sprijinul Academiei timp de doi ani prin Köln, Anvers, Bruxelles și Elveția în Italia ( Cervera, Gerano, Florența, Veneția și Roma). În Italia, a pictat interioare, scene de stradă, peisaje și studii de figuri. De asemenea, Vermehren a petrecut o scurtă perioadă la Paris, unde a fost expus A Sheepherder from Jutland on the Prairie . A ajuns să admire opera clasiciștilor francezi, în special Jean-Louis-Ernest Meissonier . Au fost expuse mai multe picturi bazate pe teme italiene, inclusiv En italiensk Hyrdedreng și Parti fra Byen Gerano (ambele pictate în 1858). 
După întoarcerea sa în Danemarca, Vermehren a pictat studii de personaje, scene de interior, peisaje și picturi de gen care au fost achiziționate de numeroase muzee daneze. În 1862, o bursă din partea Fondului Ancker ( Det Anckerske Legat ) i-a permis lui Vermehren să călătorească în Țările de Jos, Paris și Roma.

## O carieră artistică și academică

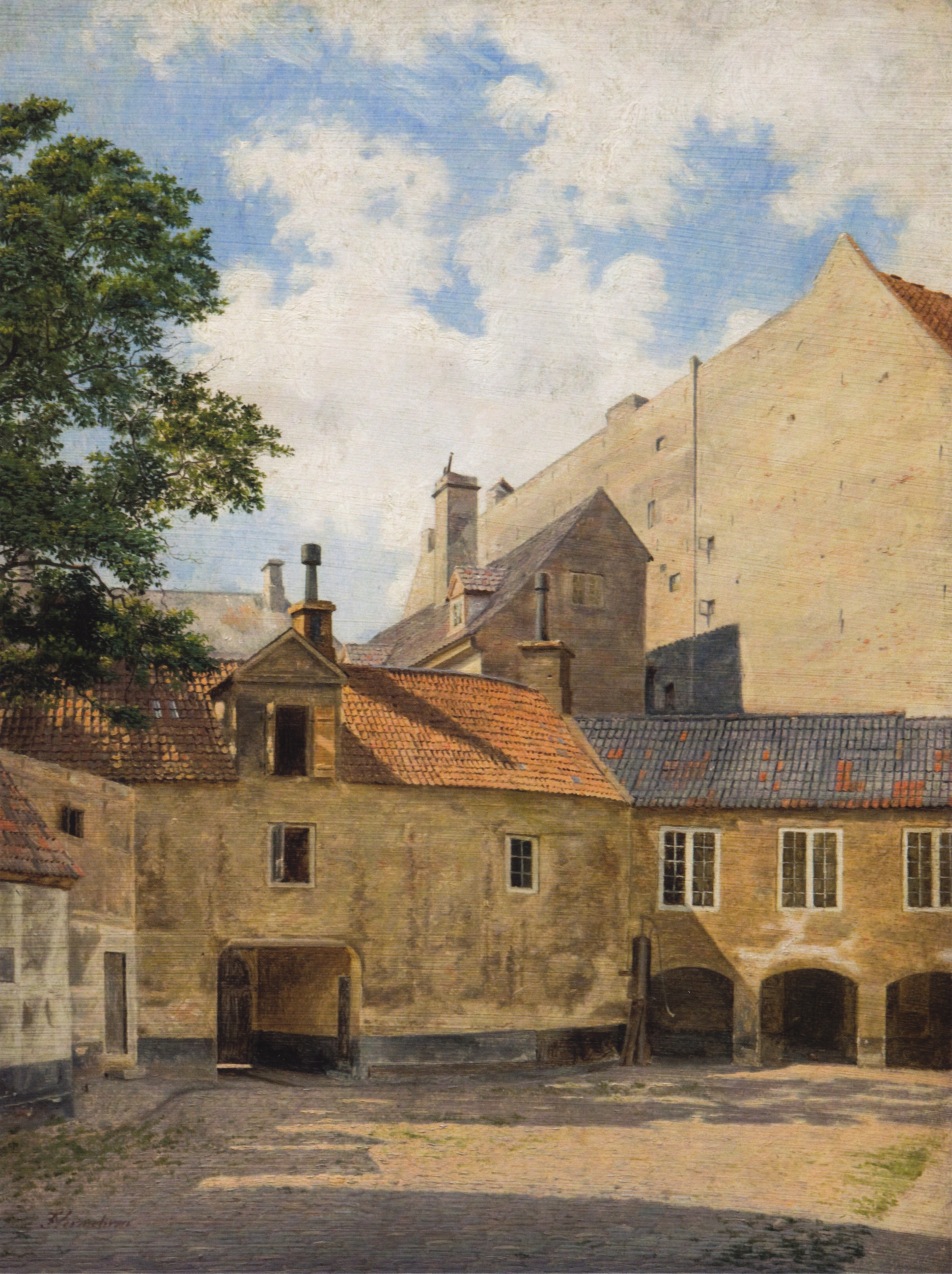
Curtea Conacului Thott. (1845) Colecția Hirschsprung

Vermehren a devenit membru al Academiei Regale Daneze de Arte Frumoase în 1864 și a început să predea acolo în 1865. Printre studenții săi s-au numărat PS Krøyer (1864–1870), Kristian Zahrtmann⁠(d) (1864–1868), Vilhelm Hammershøi (1864–1916) și Michael Ancher (1849–1927). Ca membru al Comitetului de expoziții de la Charlottenborg, lucrările sale au fost expuse la Expoziția nordică în 1872, 1883 și 1888.
Vermehren a continuat să picteze tablouri de personaje și picturi de gen ale scenelor din viața daneză, însă, începând cu 1870, a devenit cunoscut în primul rând pentru portretele sale. În această perioadă, a realizat portrete ale pictorilor Jørgen Sonne⁠(d) și P.C. Skovgaard⁠(d), precum și ale sculptorului August Vilhelm Saabye⁠(d), printre alții. După o călătorie la Paris în 1875, a predat la Școala de desen și arte aplicate pentru femei între 1877 și 1907. Ulterior, în 1883, a călătorit la Berlin, Dresda și Munchen, împreună cu arhitectul Ferdinand Meldahl⁠(d).
Vermehren a primit titlul onorific de Comandant al Dannebrogului în 1892. Pe când avea 60 de ani, a fost membru al Comisiei pentru Achiziția Națională de Opere de Artă între 1890 și 1896. În 1907, lucrările sale au fost expuse la expoziția „Pictori danezi” de la Guildhall, Londra.

## Viața personală
Vermehren s-a căsătorit cu Thomasine Ludvigne Grimer la 7 iulie 1857. Au savut doi copii, Sophus Vermehren (1866-1950) și Gustav Vermehren (1863-1931), care au devenit și ei pictori. Vermehren a murit la 10 ianuarie 1910 la Copenhaga la vârsta de 86 de ani și a fost înmormântat în cimitirul Assistens.

## Operă
De la moartea lui Vermehren, lucrările sale au fost expuse în numeroase expoziții din Danemarca. În 1977, operele sale au fost prezentate la Roma, într-o expoziție de picturi daneze realizate în Roma în secolul al XIX-lea. Lucrările sale se regăsesc în colecția multor muzee daneze, inclusiv Muzeul Național de Artă, Colecția Hirschsprung, Ny Carlsberg Glyptotek⁠(d) și muzeele de artă locale din Aarhus, Vestsjælland și Koldinghus.